# Jineta (equitación)
Jineta o  a la jineta es un modo de montar a caballo recogiendo las piernas en los estribos, los cuales van cortos sin pasar de la barriga del caballo, a la usanza africana.
El término, que también aparece escrito como gineta, deriva de ginete, voz que, según el P. Guadix, está tomada de la arábiga genet, que significa soldado. Este sistema de equitación es también de origen árabe, aunque se perfeccionó en España, llegando allí a constituir un arte, sobre el que se publicaron muchos libros en los siglos XVI, XVII y XVIII. En el ejército español cabalgaban a la gineta los arcabuceros y demás caballería ligera. 